# مشروع التغيير الحضاري
مشروع التغيير الحضاري هو مشروع لتحقيق نهضة الأمّة العربية والإسلامية أطلقه الداعية الإسلامي والمدرّب القيادي الكويتي طارق السويدان في البرنامج التلفزيوني رياح التغيير الذي يبث على قناة الرسالة.

شعار مشروع التغيير الحضاري

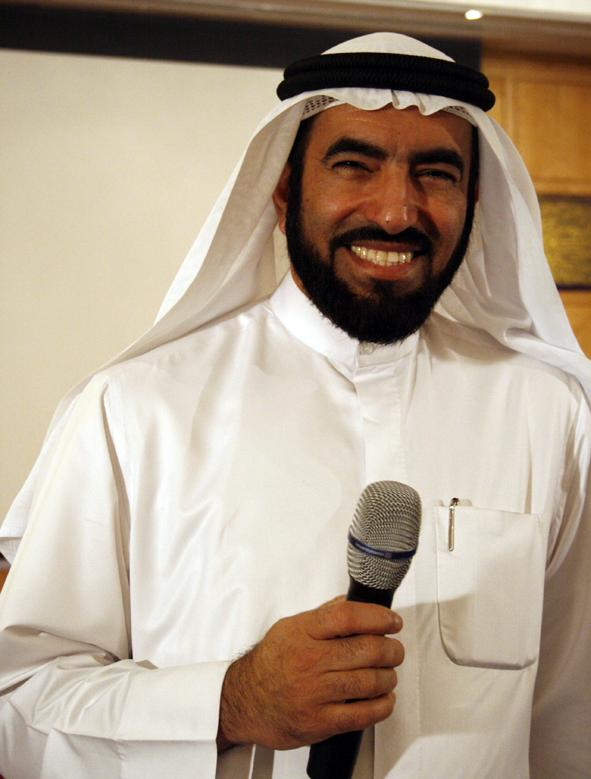
طارق السويدان مؤسس مشروع التغيير الحضاري

## منهجية البرنامج
يقوم البرنامج على منهجية دراسة الواقع وتوضيح الرؤية التي نتطلع إليها والخطة التي يجب السير عليها والمعوقات التي تواجه المشروع والتغلب عليها.

## فكرة المشروع
محاولة لبلورة خطة إستراتيجية عملية لإعادة الحضارة الإسلامية والخلافة الراشدة، وتحديد منهجية لتنافس الأمة الإسلامية على المراتب المتقدمة في مجالات الحياة المختلفة.

## الرسالة
أول خطة إستراتيجية عملية لإعادة الحضارة الراشدة، وإنشاء كونفديرالية إسلامية تقود الأمة في التنافس العالمي.

## الرؤية
تكوين كونفيدرالية بين بعض الدول الإسلامية خلال 20 سنة تقود تنافس الأمة مع العالم وتساهم في إعادة الحضارة الإسلامية الراشدة.

## النظرة العامة للمشروع
المشروع يعتمد على معادلة التغيير والتي تنقسم لأربع أقسام رئيسية:

### الواقع (أين نحن الآن)
ويشمل:
- الأزمات الرئيسية: أزمة السلوك والتخلف والفاعلية والقيادة والفكر.
- القدرات الأساسية: العاطفة الشديدة، حب الدين، التكاثر، كثرة الشباب.

### الرؤية أين نريد أن نصل؟
و تشمل:
- المقومات الحضارية: الإيمانية والتشريعية والأخلاقية والجماعية والعملية
- الأهداف التنافسية: وهي المعايير ال 12 الموجودة في تقرير التنافسة الدولي: المؤسسات، البنية التحتية، استقرار الاقتصاد، الصحة والتعليم الأساسي، التعليم العالي والتدريب، حجم سوق العمل، حجم سوق البضائع، الاستعداد التقني، تميز القطاع الخاص، الإبداع

### الخطة كيف نصل؟
و تشمل:
المراحل: وهي 4 مراحل مدة كل واحدة 5 سنوات
الأدوار والمشاريع: آلية تحديد المشاريع هي: يتم التركيز على الأفكار التي تشكل حلولا لاحد الأزمات الرئيسية أو تساعد على التقدم في أحد الأهداف التنافسية أو التي تساعد على تجاوز المعوقات

## التدريب في المشروع
يقوم المشروع بتدريب الجمهور (تدريب إلكتروني عن بعد) على 3 دورات أساسية ودورتين فرعية.

### 1- الدورات الأساسية
أ- دورة التعريف بمشروع التغيير الحضاري:- ويتم فيها تعريف المتدربين بالمشروع وأهم أركانه وطريقة عمله والأدوار المطلوبة من المتعاونين مع المشروع سواء جهات أو أفراد. وتكون هذه الدورة مفتوحة للجميع.
ب- دورة كيف تكتب خطة مشروع:- ويتم فيها تدريب المتدربين على كتابة خطة العمل ودراسة الجدوى وفق النموذج الذي اعتمده المشروع، وستكون هذه الدورة للمجموعات التي تعمل على مشاريع تجاوزت خطوة الحوار وانطلقت نحو خطوة التخطيط.
ج- دورة تسويق الأفكار والمشاريع:- هي دورة تقدم للمجموعات التي انتهت من خطوة التخطيط وستباشر خطوة التمويل، يتم فيها اعطائهم أساسيات عرض الأفكار للحصول على التمويل.
د- دورة إدارة مشاريع التغيير:- وهي دورة معدلة من دورة إدارة المشاريع PMP العالمية لتتناسب مع مشروع التغيير الحضاري والمشاريع التفصيلية فيه، ويتم تقديمها للمجموعات التي انتهت من خطوة التمويل وستباشر خطوة التنفيذ.

### 2- الدورة الفرعية
أ- دورة القيادة اون لاين:- وتقدم هذه الدورة لقيادات الفرق ومسؤولي المشاريع.

## المشاريع المقترحة من قبل الجمهور الفعال
يحتوي مشروع التغيير الحضاري من 60 إلى 70 مشروع.
| المشروع                                                | المجال                |
| ------------------------------------------------------ | --------------------- |
| تصميم مناهج تعليمية وتدريبية لصناعة المخترعين          | التعليم               |
| شهاده عالميه لمزاولة مهنة التعليم                      | التعليم               |
| قناة تلفزيونية لدعم المشروع ونشر الفكر الإسلامي الصحيح | مشروع التغيير الحضاري |
| إنشاء مراكز قيادية في كل بلد عربي                      | التدريب القيادي       |
| تنقية الفكر الإسلامي                                   | الفكر الإسلامي        |
| المراقبة العلمية الإلكترونية                           | التعليم               |
| إنصاف المرأة                                           | المرأة                |

## تفاعل الجمهور

إعادة التوجيه في موقع مشروع التغيير الحضاري

شهد المشروع تفاعلا من قبل الجمهور منذ انطلاقه وقد زار موقع المشروع الآلاف من الأشخاص مما شكل ضغطا عليه مما حدا بإدارته إلى استعمال خادم أقوى من الخادم الأول وبالتالي تم توجيه الوالجين للموقع إلى www.change-project.co